# 具芒鳞磚子苗
具芒鳞磚子苗（学名：Cyperus squarrosus）为莎草科莎草属下的一个种。它主要分佈於于云南、四川、非洲、喜马拉雅山区、尼泊尔、锡金、印度、越南等地。